# Tinguis

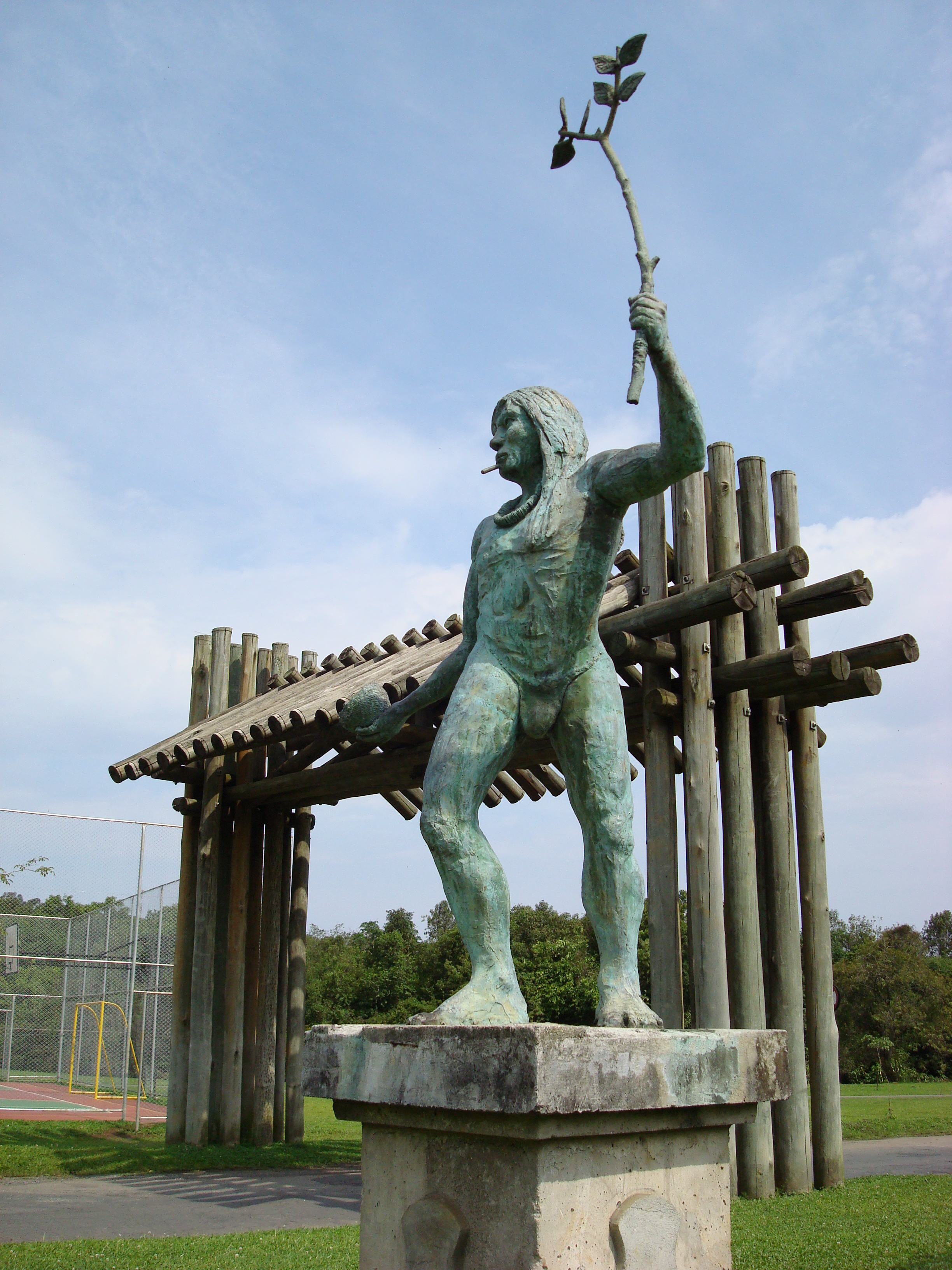
Estátua do Cacique Tindiquera em homenagem ao povo tingui, no Parque Tingui, em Curitiba.

Os Tinguis eram os indígenas que habitavam os campos de Curitiba, no Paraná, Brasil.
O território dos tinguis compreendia a encosta ocidental da Serra do Mar, na época de fundação de Curitiba, no século XVII. Habitavam em covas abertas no chão, chamadas de Tindiqueras, o que significa "Buraco de Tingui". A origem de seu nome vem do Tupi-Guarani e significa "Nariz Afilado". Tinham bom relacionamento com os colonizadores, tendo sido serviçais destes nas atividades auríferas e de pecuária.
Em homenagem ao povo tindiquera, a cidade de Curitiba batizou um dos seus bairro de Tingui.
Atualmente, tingui é um dos gentílicos adotados para se referir aos nascidos no estado do Paraná.